# Резаев, Владимир Борисович
Влади́мир Бори́сович Реза́ев (род. 4 января 1950) — советский легкоатлет, специалист по спортивной ходьбе. Выступал на всесоюзном уровне в 1970-х годах, чемпион СССР, серебряный призёр Кубка мира в командном зачёте, действующий рекордсмен России в ходьбе на 50 000 метров. Представлял Москву и Ленинград. Мастер спорта СССР международного класса.

## Биография
Владимир Резаев родился 4 января 1950 года.
Занимался лёгкой атлетикой в Москве и Ленинграде, выступал за Вооружённые Силы. Был подопечным тренеров Евгения Ивановича Маскинскова и Сергея Кирилловича Бондаренко.
Первого серьёзного успеха на всесоюзном уровне добился в сезоне 1973 года, когда на чемпионате СССР в Москве с результатом 1:26.50 превзошёл всех своих соперников в ходьбе на 20 км и завоевал золотую медаль. Попав в состав советской сборной, выступил на Кубке мира по спортивной ходьбе в Лугано — здесь показал результат 1:33.47 и занял 12-е место, став серебряным призёром общекомандного зачёта (Кубка Лугано).
В 1979 году на чемпионате страны в рамках VII летней Спартакиады народов СССР в Москве получил серебро в дисциплине 50 км — с личным рекордом 3:46.57 уступил только ленинградцу Виктору Доровских.
2 мая 1980 года на Гран-при ИААФ по ходьбе в Норвегии установил рекорд Европы в дисциплине 50 000 метров — 3:48.59. На тот момент это также был рекорд СССР, а ныне — это действующий национальный рекорд России.
За выдающиеся спортивные достижения удостоен почётного звания «Мастер спорта СССР международного класса».